# Александров Олександр Олександрович (музикант)
Олекса́ндр Олекса́ндрович Алекса́ндров (нар. 27 червня 1927, Ялта — пом. 19 серпня 2004, Тамбов) — український і російський піаніст і педагог. Заслужений діяч мистецтв Росії (1994).

## Життєпис
Закінчив Одеську консерваторію (клас
фортепіано М. І. Рибицької, 1944—1949; історико-теоретичний факультет, 1947—1950).
1950—1953 — навчався на факультеті симфонічного диригування Київської консерваторії (клас О. Г. Климова).
1951—1978 (з перервою) — викладач Київської консерваторії, завідувач кафедри спеціального фортепіано. З 1966 — доцент.
1978—1997 років працював в Російській академії музики імені Гнесіних в Москві (з 1983 — завідувач кафедри спеціального фортепіано).
Певний час (1967—1971) викладав у Горьковській консерваторії, в якості запрошеного професора працював у Лейпцизькій вищій школі музики й театру імені Фелікса Мендельсона.
До 2002 — завідувач кафедри фортепіано Тамбовського музично-педагогічного інституту імені С. В. Рахманінова.
Як піаніст виступав в дуеті з Азою Рощиною.
Був першим редактором і виконавцем Концерту для фортепіано з оркестром Л. Ревуцького. Автор фортепіанних транскрипцій романсів С. Рахманінова, «Ноктюрнів» К. Дебюссі для двох фортепіано.
Серед його учнів — Л. Деордієва, Т. Рощина, В. Клін, Ю. Бейлін, Р. Голубєва, О. Ліфоренко, Ю. Лотаков, О. Максимов, В. Новіков, О. Полянський, О. Рапіта, С. Скринченко, В. Сагадайчний, Н. Толпиго-Русіна.
Пішов з життя в Тамбові 19 серпня 2004 року. Похований в Москві на Востряковському кладовищі.